# 狛乃ハルコ
狛乃 ハルコ（こまの はるこ、12月18日 - ）は日本の女性声優。主にアダルトゲーム業界で活動。以前はロックンバナナに所属していた。

## 人物紹介
- イエローテイルの養成機関であるEEAを2007年3月に卒業し、声優活動を始めた。

## 出演作品

### ゲーム

#### PS2
- ぷりサガ! （フェイ＝クリストフ）

#### PS3
- トリニティ・ユニバース　（マカロン）

#### PC
- 神楽道中記 全年齢版

#### アダルトゲーム
- とらい☆すたーず （サード・ザ・ティマイオス）
- 処女限定!理想の乙女の作り方 （陰陽寺 風子）
- 死神のテスタメント　（エリス）
- Mywayなキミ （一条 麻衣）
- 戦極姫 -戦乱の世に焔立つ- （鉄鋼戦鬼宿、本願寺刻印兵、村上さん）
- ここより、はるか （榎本 梢）
- 2度咲き!タルトレット （桜木 舞依）
- 神楽道中記（奥田 杏、甲斐谷 美鈴）
- ユリっ娘女学院〜もっと虐めて!お姉さまっ〜（生田 桂）
- はるかぜどりに、とまりぎを。 2nd Story 〜月の扉と海の欠片〜（福茶文兼）
- えろげー!〜Hもゲームも開発三昧〜（美貴龍之介）
- 乙女恋心プリスター（アマナッツ ナッツ、ミル・オキタ）
  - 乙女恋心プリスターFANDISC 〜もっとHに恋せよ乙女!〜（ミル・オキタ）
- 三極姫〜乱世、天下三分の計〜（楽進文謙、兀突骨）
- りぼる・さもなー Revolving Summoner（ガナッシュ）
- 雀極姫（最上義光）
- あかときっ!-夢こそまされ恋の魔砲-（773号）[1]
  - あかときっ!!-花と舞わせよ恋の衣装-（773号）[2]
- ジンコウガクエン（快）
- 戦極姫3〜天下を切り裂く光と影〜（最上義光）
- 出撃!! 乙女たちの戦場〜闇を切り裂く、にび色の徹甲弾〜（エシュロン、萩谷学美、鳳凰院あやめ、てぃ）[3]
- ゴスデリ（阿倍野 やすな）[4]
- 彼女は高天に祈らない（タケミナカタ） [5]
- プリンセス☆ストライク!（ミルフィ・ポム・デリング）[6]
- 聖もんむす学園（コメット＝メテオ）[7]

### 歌
- ハガネノオトメ -鋼の乙女 カヴァーver- （萌え戦略シリーズ・コンピレーションCD）

### ラジオ
- FM群馬 BANG☆BANG内 ドコモBANG☆BANGインフォメーション（EEAに所属していたころ、EEAの実習の一環としてレギュラー制作していたものである）
- ぜったい☆絶対領域!（パーソナリティ）
- 桃井はるこの城の建設予定地はドコですか?RADIO（サブパーソナリティー）

### ラジオドラマ
- 雛月学園放送局 （美波 輪）

### 舞台公演
- シャンゼリゼさなだ あき役（ベビーブルー）